# Maciste e la regina di Samar
Maciste e la regina di Samar  is een Frans-Italiaanse film uit 1964. De film werd geregisseerd door Giacomo Gentilomo. Hoofdrollen werden vertolkt door Sergio Ciani en Jany Clair.

## Verhaal
In het oude Griekenland arriveert onverwacht een ras van kwaadaardige aliens, afkomstig van de Maan. Al jarenlang terroriseren ze de nabijgelegen stad Samar, waar ze de bevolking dwingen hun kinderen te offeren. De koningin van Samar heeft nu een deal gesloten met de maanmannen om de wereld te veroveren zodat zij de machtigste vrouw op aarde kan worden.
De onderdrukte bevolking van Samar krijgt hulp van Hercules (Maciste in de originele versie) om de aliens te stoppen.

## Cast
| Acteur             | Personage          | Opmerkingen         |
| ------------------ | ------------------ | ------------------- |
| Sergio Ciani       | Maciste (Hercules) | als Alan Steel      |
| Jany Clair         | Koningin Samara    |                     |
| Anna Maria Polani  | Agar               |                     |
| Nando Tamberlani   | Gladius            |                     |
| Delia D'Alberti    | Billis             |                     |
| Jean-Pierre Honoré | Derax              |                     |
| Delia D'Alberti    | Billis / Selene    | als Delia d'Alberti |
| Goffredo Unger     | Mogol              |                     |
| Franco Morici      | Timor              |                     |
| Attilio Dottesio   | Remar              |                     |
| Roberto Ceccacci   | Redolphis          |                     |
| Paola Pitti        | Taris              | als Paola Piretti   |

## Achtergrond
De film gebruikt elementen uit zowel de Romeinse, Griekse als Egyptische mythologie.
In de originele Italiaanse versie was de held van de film niet Hercules, maar Maciste. Toen de film werd geïmporteerd naar de Verenigde Staten werd de naam van de held veranderd in Hercules daar Maciste vooral een personage uit Europese films was, en vrijwel onbekend in Amerika.
Alternatieve titels van de film zijn: "Hercules Against the Moon Men", Hercules and the Queen of Samar, Maciste vs. the Moon Men, Maciste e la regina di Samar, Maciste contre les hommes de pierre en Maciste et la reine de Samar.
Onder die eerste alternatieve titel werd de film bespot in de cultserie Mystery Science Theater 3000. Hierin werd vooral de spot gedreven met de beruchte "Deep Hurting" scène, waarin de personages vijf minuten lang een zandstorm trotseren zonder dat er iets gebeurt dat van belang is voor het verhaal.
De film bevindt zich tegenwoordig in het publiek domein